# Métro de Montagnole
Le métro de Montagnole est un ancien chemin de fer souterrain, construit et exploité par les ciments Chiron, rachetés en 1984 par le groupe Vicat, pour relier ses sites des carrières du Pontet à Montagnole et du quartier de la Revériaz à Chambéry.
Le système, qui emprunte le tunnel de Montagnole, long d'environ 3 kilomètres, est initialement mis en service en 1963, auquel s'ajoute une seconde galerie légèrement divergente longue d'environ 1,4 kilomètre en 1971 lors de l'installation d'un four à  ciment au  Pontet. L'exploitation du ciment cesse et le tunnel est condamné en 1993, avec la mise en sommeil des carrières et de la cimenterie, le site n’exerçant plus qu'une fonction d'ensachage puis de production de granulats.
Avant la construction des galeries, les besoins logistiques de l'entreprise sont couverts « par charrois routiers, puis par un petit chemin de fer type Decauville à crémaillère, puis par un transbordeur aérien (ou télébenne) à travers la commune de Jacob-Bellecombette ».

## Système ferroviaire
La première moitié du tunnel est couverte par un chemin de fer équipé de rails d'un écartement de 1,10 mètre, tandis que dans un premier temps la seconde moitié était exploitée selon un mode de funiculaire. Dans un second temps la voie traditionnelle a été prolongée jusqu'au puits sous le four à ciment après le percement de la seconde galerie.
Les trois petites locomotives électriques sont numérotées 10, 20 et 30, et la 20 est une SACM (Société Alsacienne de Constructions Mécaniques) de Belfort repérée 609 de 1928 sur sa plaque. Elles sont attelées à des wagons de transport du minerai (restent les 21 et 33) et de transfert du personnel. Ce sont des machines proches de la SACM Belfort 608 de 1928 qui était utilisée jusqu'en 1973 dans la mine de Varangeville des Salines de l'Est, maintenant au musée de Marsal.
L'âge de ces locomotrices s'explique par leur utilisation en surface à l'origine, en remplacement des deux locomotrices à vapeur Orenstein & Koppel : l'une pour le tronçon entre la carrière du Pontet sur Montagnole et Tire-Poil sur Jacob-Bellecombette (station de départ de la télébenne) qui a été électrifié en 1924, et une autre pour le tronçon entre la Favorite sur Jacob-Bellecombette (station d'arrivée de la télébenne) et l'usine de la Revériaz à Chambéry qui l'a été en 1927.
Elles roulaient donc au départ sur les voies d'écartement 0,60 mètre, et leurs essieux ont été élargis à 1,10 mètre pour leur reconversion dans le tunnel de Montagnole.
Cette opération permettait de remplacer les petits wagonnets de mines d'origine (achetés d'occasion en Suisse) au nombre de quatre, pour une charge totale de 10 tonnes, par des wagons au nombre de quatre puis six permettant d'emporter 10 tonnes chacun, soit une charge totale de 40 puis 60 tonnes. La troisième machine (la 20 vu son âge) permettait probablement d'effectuer les opérations de maintenance et de réparation par rotation.
Pour permettre le croisement des trains la voie unique se dédoublait vers le milieu du parcours, environ 100 mètres sous la cascade de Jacob-Bellecombette, s'élargissant là à 6 mètres, comme photographié en couverture du livre de Maurice Vincent.
Vicat prévoit de remplacer le transport de granulats jusqu'au site de la Revériaz assuré par la route, via des camions, par une bande transporteuse empruntant cet ancien tunnel du métro de Montagnole. Ce projet est présenté lors du conseil municipal de Jacob-Bellecombette le 11 mai 2021, ainsi que la remontée en sens inverse de déblais venant des chantiers de BTP.

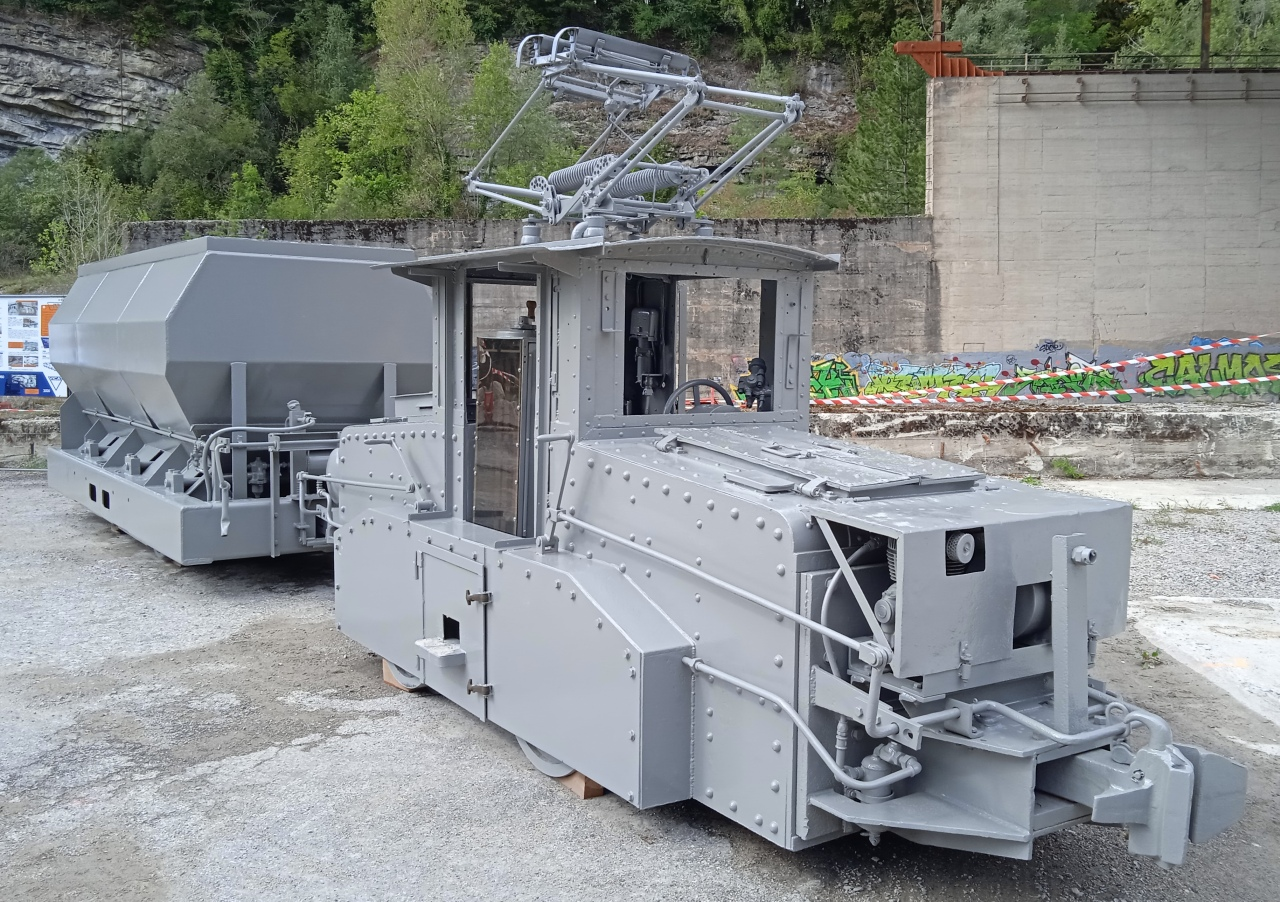
Présentation au public de la loco n°30 et du wagon n°21 après peinture

Selon les photos d'octobre 2020, la locomotive numéro 10 a déjà été retirée du hangar, et ne restait donc que les locomotives 20 et 30, les deux wagons de transport de minerai 21 et 33, ainsi que celui de transfert du personnel.
Certaines de ces machines sont en cours de rénovation et de peinture, et une première présentation au public a eu lieu lors de la journée Portes Ouvertes du 23 septembre 2023 à Montagnole, pour la locomotive 30 et le wagon trémie 21, qui étaient utilisés pour le "Métro de Montagnole" dans sa dernière configuration, de 1971 à 1993 environ (avec chargement sous le puits de stockage de 12m de diamètre et 140m de profondeur). Une présentation aux écoliers de CM1/CM2 avait eu lieu la veille.

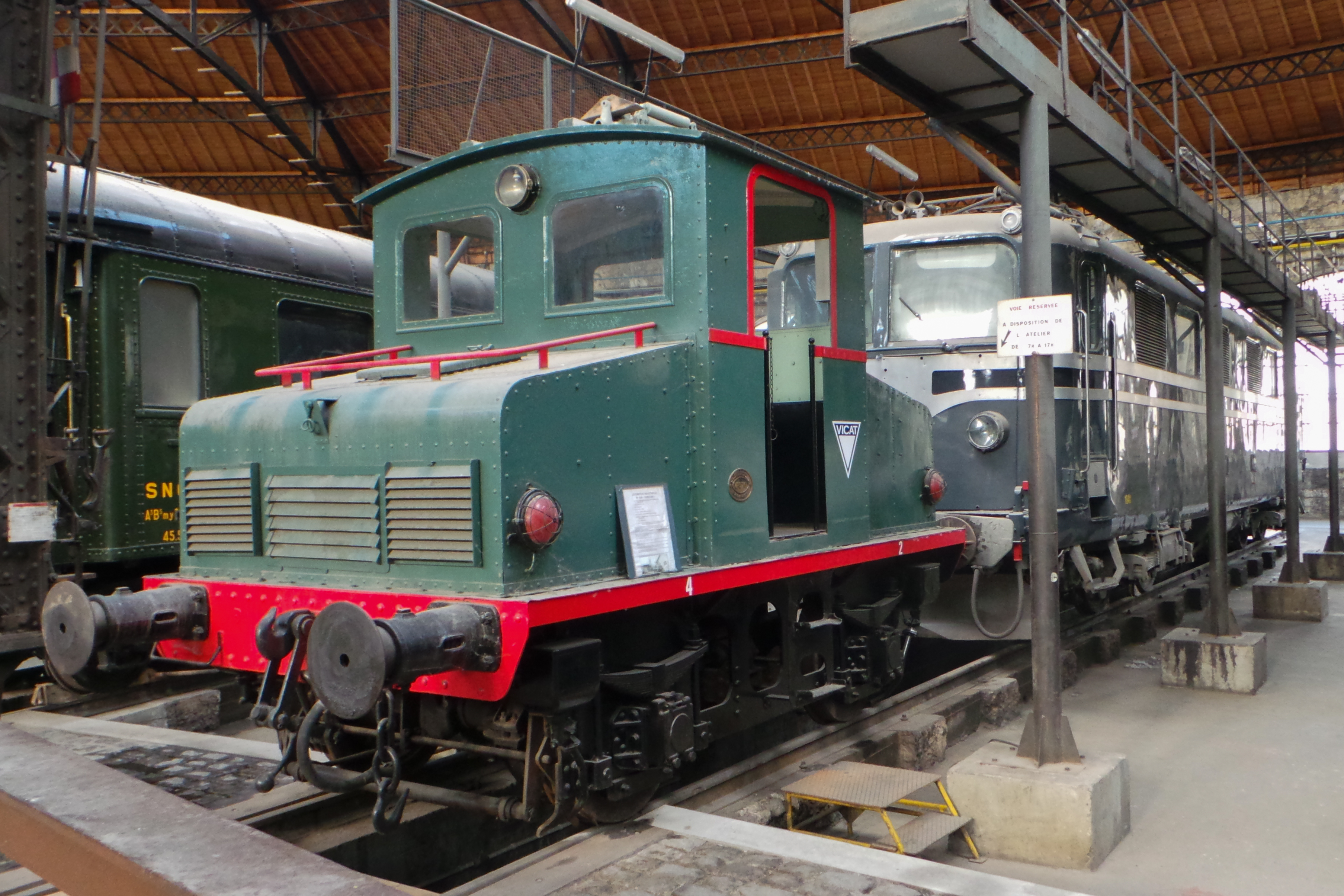
Locotracteur de l'usine de la Revériaz : SACM n°576 de 1927

Par ailleurs, le petit locotracteur électrique SACM n° 576 de 1927 (antérieur à la petite locomotive n° 20 du métro) qui œuvrait au sein de l'usine Chiron puis Vicat de la Revériaz, a été cédé en 2005 à l'association APMFS pour sa rénovation et conservation.